# Kiszka faszynowa

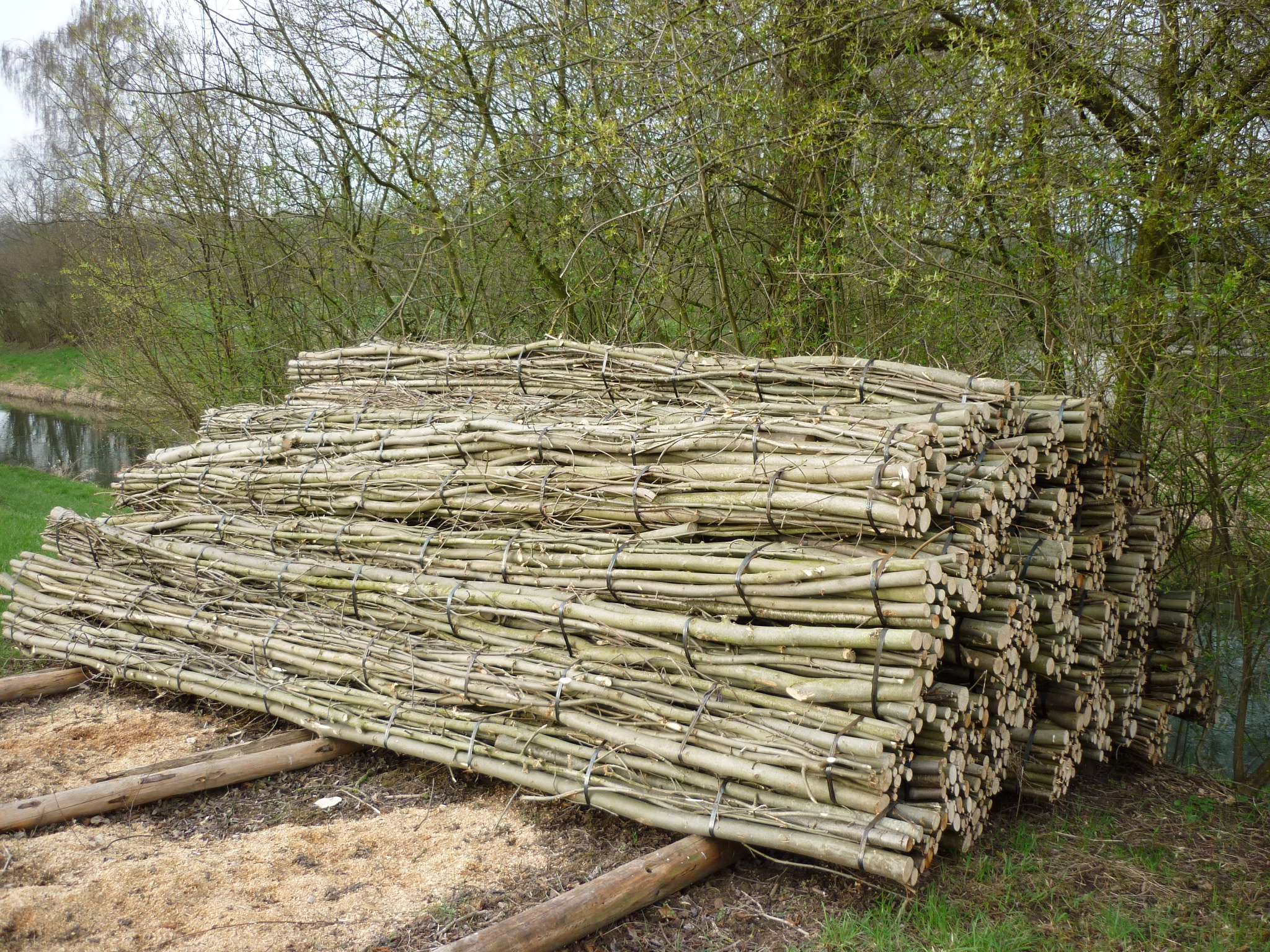
Kiszki faszynowe

Kiszka faszynowa – element budowlany składający się z uformowanej i ułożonej wzdłuż osi wiązki faszyny, przewiązanej drutem w określonych odstępach. Wiązkę formuje się z pędów wikliny (w tym z wierzby rokity, wierzby purpurowej), gałęzi drzew liściastych (np.: dębu, grabu, leszczyny, olszy, brzozy, buku), gałęzi drzew iglastych (np.: sosny, świerku), ewentualnie z pęków chrustu. Tak ukształtowana wiązka posiada kształt wydłużonego walca, składającego się z wielu prętów (pędów), którego spójność zapewniają przewiązania z drutu. Uformowana kiszka ma zazwyczaj średnicę ok. 30 cm. Jej długość wynosi zwykle od 3 do 5 m, czasem do 40 m. Kiszki faszynowe mogą być przygotowywane w pobliżu miejsca wbudowania. Na rynku są również oferowane przez różne firmy do sprzedaży gotowe kiszki faszynowe. Wykonuje się je na specjalnie przygotowanych kozłach rozstawionych w odstępach około 1,0 m lub belce z kolcami. Kiszki faszynowe stosuje się w hydrotechnice i melioracjach, do budowy różnych budowli regulacyjnych (płotki i tamy faszynowe), umocnień brzegów oraz skarp. Stosowane są same (mocowane palikami, szpilkami) oraz z materiałami kamiennymi.
W Polsce opracowano następujące normy branżowe, mające zastosowanie przy wyrobie kiszek faszynowych (normy te nie są obowiązujące):
- Norma branżowa KISZKI FASZYNOWE: BN-69/8952-27
- Norma branżowa FASZYNA WIKLINOWA: BN-69/8952-30
- Norma branżowa: BN-78/9224-04
- Norma branżowa FASZYNA I KOŁKI FASZYNOWE: BN-78/9294-04.